# 普通剪股颖
普通剪股颖（学名：Agrostis canina）为禾本科剪股颖属下的一个种。

## 扩展阅读
- 維基物種上的相關：普通剪股颖